# انزالة بو سبلة (اللواثة البور واحد)
انزالة بو سبلة هو دُوَّار يقع بجماعة سيدي علي لبراحلة، إقليم الرحامنة، جهة مراكش آسفي في المملكة المغربية. ينتمي الدوّار لمشيخة اللواثة البور واحد التي تضم 20 دواوير. يقدر عدد سكانه بـ 223 نسمة حسب الإحصاء الرسمي للسكان والسكنى لسنة 2004.

## روابط خارجية
- البوابة الوطنية للجماعات الترابية
- المندوبية السامية للتخطيط